# Zlatý pohár CONCACAF 2002
Zlatý pohár CONCACAF 2002 bylo 16. mistrovství pořádané fotbalovou asociací CONCACAF. Vítězem se stala Fotbalová reprezentace Spojených států.

## Kvalifikované týmy
Hlavní článek: Kvalifikace na Zlatý pohár CONCACAF 2002
Severoamerická zóna - kvalifikováni automaticky:
- USA (hostitel)
- Mexiko
- Kanada

Karibská zóna - kvalifikováni přes Karibský pohár 2001:
- 1. místo:  Trinidad a Tobago
- 2. místo:  Haiti
- 3. místo:  Martinik

Středoamerická zóna - kvalifikováni přes Středoamerický pohár 2001:
- 1. místo:  Guatemala
- 2. místo:  Kostarika
- 3. místo:  Salvador

Kvalifikováni přes baráž:
- Kuba

Pozvané týmy:
- Ekvádor
- Jižní Korea

## Základní skupiny

### Skupina A
| Tým       | Z | V | R | P | VG | IG | +/- | B |
| --------- | - | - | - | - | -- | -- | --- | - |
| Mexiko    | 2 | 2 | 0 | 0 | 4  | 1  | +3  | 6 |
| Salvador  | 2 | 1 | 0 | 1 | 1  | 1  | 0   | 3 |
| Guatemala | 2 | 0 | 0 | 2 | 1  | 4  | -3  | 0 |

| 18. ledna 2002 |          |            |                                                                    |
| Salvador       | 0:1      | Mexiko     | Rose Bowl, Pasadena diváci: 42 117 rozhodčí: Rogger Zambrano (ECU) |
|                | (Report) | García 31' | Rose Bowl, Pasadena diváci: 42 117 rozhodčí: Rogger Zambrano (ECU) |

| 20. ledna 2002                    |          |           |                                                                      |
| Mexiko                            | 3:1      | Guatemala | Rose Bowl, Pasadena diváci: 31 244 rozhodčí: Peter Prendergast (JAM) |
| Bautista 28' Garcés 38' Ochoa 90' | (Report) | Plata 36' | Rose Bowl, Pasadena diváci: 31 244 rozhodčí: Peter Prendergast (JAM) |

| 22. ledna 2002 |          |             |                                                                    |
| Guatemala      | 0:1      | Salvador    | Rose Bowl, Pasadena diváci: 12 906 rozhodčí: Rogger Zambrano (ECU) |
|                | (Report) | Cabrera 58' | Rose Bowl, Pasadena diváci: 12 906 rozhodčí: Rogger Zambrano (ECU) |

### Skupina B
| Tým         | Z | V | R | P | VG | IG | +/- | B |
| ----------- | - | - | - | - | -- | -- | --- | - |
| USA         | 2 | 2 | 0 | 0 | 3  | 1  | +2  | 6 |
| Jižní Korea | 2 | 0 | 1 | 1 | 1  | 2  | -1  | 1 |
| Kuba        | 2 | 0 | 1 | 1 | 0  | 1  | -1  | 1 |

| 18. ledna 2002          |          |               |                                                                                  |
| USA                     | 2:1      | Jižní Korea   | Rose Bowl, Pasadena diváci: 42 117 rozhodčí: Samuel Richard (Dominican Republic) |
| Donovan 36' Beasley 90' | (Report) | Chong-Gug 38' | Rose Bowl, Pasadena diváci: 42 117 rozhodčí: Samuel Richard (Dominican Republic) |

| 20. ledna 2002 |          |             |                                                                |
| Kuba           | 0:1      | USA         | Rose Bowl, Pasadena diváci: 31 244 rozhodčí: José Pineda (HON) |
|                | (Report) | McBride 22' | Rose Bowl, Pasadena diváci: 31 244 rozhodčí: José Pineda (HON) |

| 22. ledna 2002 |          |      |                                                               |
| Jižní Korea    | 0:0      | Kuba | Rose Bowl, Pasadena diváci: 12 906 rozhodčí: Noel Bynoe (TRI) |
|                | (Report) |      | Rose Bowl, Pasadena diváci: 12 906 rozhodčí: Noel Bynoe (TRI) |

### Skupina C
| Tým               | Z | V | R | P | VG | IG | +/- | B |
| ----------------- | - | - | - | - | -- | -- | --- | - |
| Kostarika         | 2 | 1 | 1 | 0 | 3  | 1  | +2  | 4 |
| Martinik          | 2 | 1 | 0 | 1 | 1  | 2  | -1  | 3 |
| Trinidad a Tobago | 2 | 0 | 1 | 1 | 1  | 2  | -1  | 1 |

| 17. ledna 2002 |          |                        |                                                                   |
| Martinik       | 0:2      | Kostarika              | Orange Bowl, Miami diváci: 14 508 rozhodčí: Gilberto Alcalá (MEX) |
|                | (Report) | Meford 38' Fonseca 55' | Orange Bowl, Miami diváci: 14 508 rozhodčí: Gilberto Alcalá (MEX) |

| 19. ledna 2002 |          |                   |                                                                       |
| Kostarika      | 1:1      | Trinidad a Tobago | Orange Bowl, Miami diváci: 12 253 rozhodčí: Brian Hall United States) |
| Fonseca 56'    | (Report) | John 90'          | Orange Bowl, Miami diváci: 12 253 rozhodčí: Brian Hall United States) |

| 21. ledna 2002    |          |            |                                                                  |
| Trinidad a Tobago | 0:1      | Martinik   | Orange Bowl, Miami diváci: 3 827 rozhodčí: Rodolfo Sibrián (SLV) |
|                   | (Report) | Percin 51' | Orange Bowl, Miami diváci: 3 827 rozhodčí: Rodolfo Sibrián (SLV) |

### Skupina D
| Tým     | Z | V | R | P | VG | IG | +/- | B |
| ------- | - | - | - | - | -- | -- | --- | - |
| Haiti   | 2 | 1 | 0 | 1 | 2  | 2  | 0   | 3 |
| Kanada  | 2 | 1 | 0 | 1 | 2  | 2  | 0   | 3 |
| Ekvádor | 2 | 1 | 0 | 1 | 2  | 2  | 0   | 3 |

- Všechny tři týmy měly stejný počet bodů a úplně stejné skóre. O pořadí ve skupině rozhodl los.

| 17. ledna 2002 |          |                  |                                                                     |
| Haiti          | 0:2      | Kanada           | Orange Bowl, Miami diváci: 14 508 rozhodčí: Roberto Moreno (Panama) |
|                | (Report) | McKenna 28', 48' | Orange Bowl, Miami diváci: 14 508 rozhodčí: Roberto Moreno (Panama) |

| 19. ledna 2002 |          |                            |                                                                 |
| Ekvádor        | 0:2      | Haiti                      | Orange Bowl, Miami diváci: 12 253 rozhodčí: Carlos Batres (GUA) |
|                | (Report) | Méndez 6' (vl.) Alerte 44' | Orange Bowl, Miami diváci: 12 253 rozhodčí: Carlos Batres (GUA) |

| 21. ledna 2002 |          |                   |                                                                      |
| Kanada         | 0:2      | Ekvádor           | Orange Bowl, Miami diváci: 3 827 rozhodčí: Brian Hall United States) |
|                | (Report) | Aguinaga 88', 90' | Orange Bowl, Miami diváci: 3 827 rozhodčí: Brian Hall United States) |

## Play off

### Čtvrtfinále
| 26. ledna 2002       |              |            |                                                          |
| Kostarika            | 2:1 (prodl.) | Haiti      | Orange Bowl, Miami diváci: 14 823 rozhodčí: Alcala (MEX) |
| Centeno 2' Gómez 97' |              | Pierre 62' | Orange Bowl, Miami diváci: 14 823 rozhodčí: Alcala (MEX) |

| 26. ledna 2002 |              |                  |                                                          |
| Kanada         | 1:1 (prodl.) | Martinik         | Orange Bowl, Miami diváci: 14 823 rozhodčí: Batres (GUA) |
| McKenna 73'    |              | Rogers 63' (vl.) | Orange Bowl, Miami diváci: 14 823 rozhodčí: Batres (GUA) |

|                                                       |     | Penaltový rozstřel                                  |  |
| McKenna Brennan DeRosario Nsaliwa deVos Stalteri Bent | 6:5 | Lupon Clement DiCanot Mirande Reuperne Heurlie Lina |  |

| 27. ledna 2002 |              |             |                                                           |
| Mexiko         | 0:0 (prodl.) | Jižní Korea | Rose Bowl, Pasadena diváci: 31 628 rozhodčí: Pineda (HON) |
|                |              |             | Rose Bowl, Pasadena diváci: 31 628 rozhodčí: Pineda (HON) |

|                             |     | Penaltový rozstřel                                      |  |
| Noriega de Anda Sosa Hierro | 2:4 | Lee Eul-Yong Lee Dong-Gook Choi Sung-Yong Lee Young-Pyo |  |

| 27. ledna 2002                 |     |          |                                                            |
| USA                            | 4:0 | Salvador | Rose Bowl, Pasadena diváci: 31 628 rozhodčí: Richard (DOM) |
| McBride 9', 11', 21' Razov 72' |     |          | Rose Bowl, Pasadena diváci: 31 628 rozhodčí: Richard (DOM) |

### Semifinále
| 30. ledna 2002              |     |                    |                                                           |
| Kostarika                   | 3:1 | Jižní Korea        | Rose Bowl, Pasadena diváci: 7 241 rozhodčí: Sibrian (SLV) |
| Gomez 44' Wanchope 77', 82' |     | Choi Jin-Cheul 81' | Rose Bowl, Pasadena diváci: 7 241 rozhodčí: Sibrian (SLV) |

| 30. ledna 2002 |              |     |                                                               |
| Kanada         | 0:0 (prodl.) | USA | Rose Bowl, Pasadena diváci: 7 241 rozhodčí: Prendergast (JAM) |
|                |              |     | Rose Bowl, Pasadena diváci: 7 241 rozhodčí: Prendergast (JAM) |

|                                    |     | Penaltový rozstřel           |  |
| McKenna Stalteri DeRosario Nsaliwa | 2:4 | Donovan McBride Agoos Mathis |  |

### O 3. místo
| 2. února 2002                       |     |                 |                                                          |
| Kanada                              | 2:1 | Jižní Korea     | Rose Bowl, Pasadena diváci: 14 432 rozhodčí: Bryce (TRI) |
| Kim Do-Hoon 34' (vl.) DeRosario 35' |     | Kim Do-Hoon 15' | Rose Bowl, Pasadena diváci: 14 432 rozhodčí: Bryce (TRI) |

### Finále
| 2. února 2002       |     |           |                                                           |
| USA                 | 2:0 | Kostarika | Rose Bowl, Pasadena diváci: 14 432 rozhodčí: Batres (GUA) |
| Wolff 37' Agoos 63' |     |           | Rose Bowl, Pasadena diváci: 14 432 rozhodčí: Batres (GUA) |